# Detroit Olympia
Olympia Stadium, mer känd som Detroit Olympia och smeknamnet Old Red Barn ("Gamla röda ladan"), var en arena i Detroit i Michigan, som byggdes 1927, stängdes 1979 och revs 1987. Den hade en kapacitet på 15 000 åskådare. Den fungerade fram till 1979 som Detroit Red Wings hemmaplan.

### Fotnoter
1. ↑  Sixten Funqvist (23 september 2017). ”Mot ljusare tider”. NHL. https://www.nhl.com/sv/news/mot-ljusare-tider/c-291295684. Läst 21 mars 2019.